# Joaquim Barbosa
Joaquim Benedito Barbosa Gomes (Paracatu, 7 de octubre de 1954) es un abogado y juez brasilero, quien se desempeña también como profesor y jurista. Es expresidente del Supremo Tribunal Federal y, por lo tanto, encabezaba el Poder Judicial de Brasil. En el 2013 fue elegido por la Revista Times como una de las cien personas más influyentes del mundo.

## Biografía
Joaquim Barbosa nació en Paracatu, noroeste de Minas Gerais. Es el primero de ocho hermanos. El padre era albañil y la madre era una ama de casa, siendo el sostén de la familia cuando sus padres se separaron. Cuando tenía 16 años se trasladó a Brasilia, consiguiendo trabajo en el Correo Brasilero, terminando el segundo grado, siempre en la escuela pública. Durante este tiempo trabajó como personal de limpieza en una imprenta. Fue en la Universidad de Brasilia donde obtuvo su Bachillerato en Derecho. Inmediatamente después finaliza su maestría en Derecho del Estado, en la misma universidad.
Barbosa tuvo un breve paso por la Cancillería (1976-1979) del Ministerio de Relaciones Exteriores (Brasil), siendo destacado en la Embajada de Brasil en Helsinki, Finlandia para luego dedicarse como abogado dentro del Servicio Federal de Procesamiento de Datos (1979-84).
Concursó para ser procurador de la República, aprobando. Luego, se retiró del cargo para ir a estudiar en Francia, por cuatro años, obteniendo así su maestría y doctorado en Derecho Público, ante la Universidad de París II (Panthéon-Assas) en 1990 y 1993. Posteriormente ocupó nuevamente su cargo de procurador de Río de Janeiro al mismo tiempo en que se desempeñaba como profesor de la Universidad del Estado de Río de Janeiro. Fue «visiting scholar» del Instituto de Derechos Humanos de la facultad de Derecho de la Universidad de Columbia en Nueva York y la Universidad de California Los Angeles School of Law. Asimismo estudió otros idiomas, llegando a dominar francés, inglés, alemán y español. Además, toca el piano y el violín desde los 16 años.
En el 2003 fue nominado Ministro del STF por el presidente Lula.
Joaquim Barbosa es además el primer ministro reconocidamente negro del STF, que sumado a su origen humilde, hacen de él una figura de destaque dentro de la política brasilera. Barbosa además sufre de sacroileítis, una enfermedad inflamatoria, que produce un dolor muy agudo, impidiéndole permanecer sentado. Por lo tanto es muy común verlo ejercitar sus funciones de pie, o sentado en una silla especial para aliviar su dolor.
El 4 de junio de 2013 se anunció que no asumiría la Presidencia interina de la República como hubiera correspondido según la sucesión brasilera, siendo substituido por Henrique Alves, presidente de la Cámara de Diputados, en lo que algunos llamaron una maniobra política.

## Supremo Tribunal Federal
El Ministro fue elegido presidente del STF el 10 de octubre de 2012. La elección fue por voto secreto, antes del escándalo de las mensualidades. Lo acompaña como vicepresidente el juez Ricardo Lewandowski. En mayo de 2013, el STF, por impulso de Joaquim Barbosa, autorizó a nivel nacional el matrimonio entre personas del mismo sexo. A diferencia de Uruguay y Argentina sobre la misma materia, la iniciativa partió del Poder Judicial y no del Congreso.

### Escándalo de las mensualidades
En el 2006 asumió el puesto de secretario contra los acusados del Mensalão, o escándalo de las mensualidades, después de la denuncia del procurador general de la República, Antonio Fernando de Souza. Durante el juicio defendió la aceptación de denuncias contra los cuarenta imputados del Mensalão, lo que fue finalmente aceptado por el tribunal. El proceso continua en el STF hasta hoy, siendo probable revertir el hecho histórico de que el STF desde su creación en 1824, nunca haya condenado a ningún político.
Hasta noviembre de 2012 tenía 8460 acciones bajo su responsabilidad en el Tribunal.
En un artículo comentando el juicio, la Revista Veja escribió: «Brasil nunca tuvo un ministro como él (...) En el juicio histórico en el cual el STF puso a los mensaleiros (y al PT) en el banquillo de los acusados, Joaquim Barbosa fue la estrella - él, el negro que habla alemán, el mineiro que baila forró, el juez que ama la historia y los trajes de Los Ángeles y París». Según esta misma revista: «El Ministro Joaquim Barbosa, mineiro de 52 años, votó por Lula, pero fue implacable en denunciar las mensualidades (...)».
En marzo de 2011 Barbosa ordenó levantar el secreto fiscal de los 38 imputados del Mensalão. En las 112 votaciones que el Tribunal realizó durante el proceso, el voto de Barbosa, como secretario del mismo, fue siempre acompañado por el de sus colegas en todas las oportunidades. Y, en 96 oportunidades, por unanimidad.
Barbosa también se desempeñó como Secretario en el juicio del mensalão tucano, en el cual uno de los fundadores del PSDB, el diputado Eduardo Azeredo de Minas Gerais, fue acusado de desvío de fondos públicos y lavado de dinerio, que habrían sido cometidos en 1998 cuando Azeredo era gobernador de Minas Gerais. En la fundamentación de su voto, aceptó la acusación y formalizó la imputación con mayoría de votos.

### Tribunal Superior Electoral
En 2008 tomó posesión como vicepresidente del Tribunal Superior Electoral, siendo su presidente el ministro Carlos Ayres Britto.
En su juicio más polémico, Joaquim Barbosa votó a favor de la tesis según la cual los políticos condenados en primera instancia podrían tener anulada su candidatura. Sin embargo, su voto fue rechazado sobre este punto. El 17 de noviembre de 2009, debido a problemas de salud, presentó su renuncia al Tribual Superior Electoral, del cual hubiera sido presidente a partir de abril de 2010.

## Pensamiento

### Células madre
En el polémico juicio sobre las células madre, Joaquim Barbosa votó a favor de la liberación de su uso para fines de investigación científica.

### Papel activo del Estado contra la desigualdad
En su libro, las Acciones afirmativas sostiene el uso de acciones por medio de las cuales se otorgue tratamiento diferenciado a quienes están en posición desigual, siendo este su objetivo inmediato. Su fin es concretar el ideal de igualdad de acceso a derechos fundamentales por las clases menos favorecidas. Además, afirma que la igualdad material complementa la igualdad meramente formal. En este sentido, fue decisiva un cambio de postura del mismo Estado que tuvo que abandonar su rol neutral para adoptar una postura activa, a través del uso de acciones con el objetivo de implementar en la praxis la igualdad material, ya que igualdad formal, de por sí, no es capaz de efectivizar la igualdad pretendida.
Finalmente también sostiene la necesidad de romper con la separación rígida entre la esfera privada y la pública en materia de discriminación, puesto que el principio constitucional de igualdad vincula no solamente al Estado, sino a los particulares.

### Medios de Comunicación en Brasil
Joaquim Barbosa destaca que la prensa brasilera carece de diversidad racial, aunque la mitad de la población del país se componga de negros y mulatos. Sobre este respecto afirmó que «Es muy rara su presencia en estudios de televisión y en las posiciones de poder y dirección en la mayoría de las emisoras (...) Son raramente llamados a expresar sus opiniones y su conocimiento, y de forma general son tratados de manera esteriotipada». Asimismo remarcó el hecho de que sólo hay tres periódicos nacionales, siendo todos ellos de la derecha política.

## Obras
- La Acción afirmativa y el principio constitucional de igualdad: el derecho como instrumento de transformación social: La experiencia de EE. UU., 444 pp. 2001[17]